# جنيه سوداني
الجنيه السوداني (SDG) ورمزه £ SD أو ج.س هو الوحدة الأساسية لعملة السودان، يُصدر من بنك السودان المركزي. قيمة الجنيه السوداني حوالي 0.021 دولار. ينقسم الجنيه السوداني إلى 100 قرش، وقيمته مرتبطة بالذهب وقابلة للتحويل إلى عملات أجنبية، كما لا توجد قيود على التحويلات المالية من وإلى السودان[بحاجة لمصدر].
هبط الجنيه للمرة الأولى منذ عام 1997 بعد أن فرضت الولايات المتحدة عقوبات اقتصادية على السودان. واصل الجنيه السوداني تراجعه إلى رقم غير مسبوق، حيث انخفض إلى 53 جنيهًا سودانيًا مقابل الدولار. هذا الوضع الذي استنزف كافة الإجراءات الاقتصادية، أدى إلى خسائر فادحة في تداعيات السودان الخارجية ككل، في ضوء التخفيضات الحكومية التي توقفت بسبب بعض الإجراءات الفاشلة التي أعلن عنها مصرف السودان المركزي[معلومة أم رأي؟]، إلى نقص حاد في السيولة.
وتراجع الجنيه السوداني أمام الدولار بعد إعلان بنك السودان المركزي رفع الاحتياطي النقدي لمواجهة التضخم. منذ انفصال جنوب السودان عام 2011؛ عانى السودان من ندرة النقد الأجنبي لخسارة ثلاثة أرباع موارده النفطية و80٪ من موارد النقد الأجنبي. نقلت الحكومة السودانية السعر الرسمي للدولار من 6.09 جنيهًا إلى 18.07 جنيهًا سودانيًا في ميزانية 2018 و 375.11 جنيهًا في مارس 2021.
الفئات المعدنية المتداولة:
5 قروش، 10 قروش، 20 قرشًا - 50 قرشًا - جنيه واحد
الفئات الورقية المتداولة:
1 جنيه - 2 جنيه - 5 جنيه - 10 جنيه - 20 جنيه - 50 جنيه - 100 جنيه - 200 جنيه - 500 جنيه - 1000 جنيه

## تاريخ

### الجنيه الأول (SDP)
كان الجنيه المصري أول جنيه تداولوه في السودان. أصدر حكام أواخر القرن التاسع عشر محمد أحمد المهدي وعبد الله التعايشي عملات معدنية قاموا بتداولها إلى جانب العملة المصرية. عندما توقف الحكم الأنجليزي-المصري في السودان في 1 يناير 1956 وأصبح السودان دولة مستقلة، أُنشئت عملة سودانية مميزة (الجنيه السوداني) لتحل محل الجنيه المصري على قدم المساواة.
قُسِّم الجنيه المصري إلى 100 قرش، كان القرش مقسمًا إلى 40 بارة، ولكن الهلاك[مبهم] في أعقاب إصلاح العملة المصرية عام 1886 أدى إلى تأسيس 1/10 قروش، والتي أصبحت تُعرف باسم الملّيم. وبسبب هذا الإرث قُسِّم الجنيه السوداني بعد عام 1956 إلى 100 قرش، كل منها ينقسم إلى 10 ملّيمات.
خلال الفترة 1958-1978، رُبط الجنيه بالدولار الأمريكي بمعدل 2.87156 دولار لكل جنيه سوداني واحد. وخضع الجنيه بعد ذلك لتخفيضات متتالية.
استُبدل الجنيه عام 1992 بالدينار السوداني بسعر 1 دينار = 10 جنيهات سودانية. في حين عُمِّم الدينار في شمال السودان، كان لا يزال يجري التفاوض بشأن الأسعار بالجنيهات في جنوب السودان، بينما استُخدم الشلن الكيني في رمبيك وياي وقُبل أكثر في قطاعات النقل وكذلك في الفنادق والمساكن.

### الجنيه الثاني (SDG)
وفقًا لاتفاقية السلام الشامل بين حكومة جمهورية السودان والحركة الشعبية لتحرير السودان، تبنى بنك السودان المركزي برنامجًا لإصدار عملة جديدة في أقرب وقت ممكن عمليًا خلال الفترة الانتقالية، على أن يعكس تصميم العملة الجديدة التنوع الثقافي في السودان. اعتُرف بالعملات المتداولة في جنوب السودان، حتى تُصدر عملة جديدة بموافقة الأطراف بناءً على توصيات بنك السودان المركزي. بدأ طرح الجنيه الثاني في 9 أو 10 يناير 2007، وأصبح العطاء القانوني الوحيد اعتبارًا من 1 يوليو 2007.  استبدل الدينار بالجنيه سوداني حيث أصبح 1 جنيه سوداني = 100 دينار أو جنيه سوداني واحد. (SDG) = 1000 جنيه سوداني (SDP).

### الجنيه الثالث
تأسست النسخة الثالثة من الجنيه السوداني في 24 يوليو 2011 عقب انفصال جنوب السودان عن جمهورية السودان.  في 1 سبتمبر 2011 ، توقف الجنيه السوداني عن كونه مناقصة قانونية في جنوب السودان.
خُفضت قيمة الجنيه السوداني في 23 فبراير 2021، حيث حُدد سعر الصرف الرسمي (الإرشادي) عند 375.08 جنيهًا سوداني لكل دولار أمريكي (من السعر الثابت البالغ 55 جنيهًا سودانيًا)، مما أدى إلى سد الفجوة بين أسعار الصرف التجارية وسعر الصرف في السوق السوداء.

## العملات المعدنية

### سك العملة المحلية في السودان: قضايا المهدي والخليفة ودارفور
في عام 1885 أصدر المهدي عملات فضية بقيمة 10 و 20 قرش و 100 قرش من الذهب. تبع ذلك إصدارات الخليفة في 10 فئات:1، 2، 2½، 4، 5، 10 و20 قرش. سُكت هذه العملات في البداية بالفضة في عام 1885. وعلى مدى السنوات الإحدى عشرة التالية، حدث انخفاض شديد في القيمة، مما أدى إلى إصدار البليون، ثم النحاس المطلي بالفضة، وأخيرًا عملات نحاسية. توقفت العملة في عام 1897.
خلال الأعوام 1908-1914 تم إصدار عملة امحلية في دارفور بغرب السودان. صدرت هذه العملات تحت سلطة علي دينار وتشبه العملات المعدنية المصرية المعاصرة.

### الجنيه الأول
في عام 1956، تم إدخال العملات المعدنية في فئات 1 و 2 و 5 و 10 ملّيم وقرشين و 5 قروش و 10 قروش. كانت فئات المليم تطلى بالبرونز ، بينما كانت فئات القروش من النيكل النحاس. كانت المليمات 2 و 5 و 10 على الرغم من إدخال 5 ملليمترات دائرية في عام 1971. تم طلي المليم 1 و 2 آخر مرة في عام 1969، وآخر 5 مليم في عام 1978. في عام 1983، طُلي النحاس في فئة 1 قرش و 2 قرش و 5 قرش، حجم مخفض 10 قروش وأدخل كوبرو نيكل 20 قرش. في عام 1987 ، وأصدرت عملات من الألومنيوم والبرونز بقيمة 1و5 و10 و20 و25 و50 قرشًا و £ جنيه واحد. وكان 25 و50 قرشًا مربعي الشكل وثماني الشكل على التوالي. في عام 1989 أُصدر الفولاذ المُقاوم للصدأ من فئة 25 و50 و جنيه واحد. هذا هو النمط العام.

### الجنيه الثاني
تم تقديم عملات من فئة قرش واكد و 5 قروش و 10 قروش و 20 قرش و 50 قرش إلى جانب عملات الدينار المتداولة. يذكر بنك السودان المركزي أن القطع النقدية فئة 5 قروش صفراء اللون (مصنعة غالبًا من ألمنيوم - برونز) و 10 قروش فضية اللون (مصنوعة من الفولاذ المقاوم للصدأ). العملات المعدنية من فئة 20 قرش و 50 قرش هي ثنائية المعدن، فئة 20 محاطة بمركز فضي ملون و 50 قرش بالعكس.

## الأوراق النقدية

### الجنيه الأول
قدم مجلس العملة السوداني في أبريل عام 1957 أوراق نقدية بقيمة 25 جنيهًا و50 جنيهًا و قرش واحد وخمسة قروش وعشرة قروش. تولى بنك السودان إنتاج الأوراق النقدية في عام 1961. طرحت ورقة فئة ال20 قرشًا في عام 1981، تلاها فئات من الخمسين قرش في عام 1984 ومائة قرش في عام 1988.

### الدينار السوداني
عندما أصدر الدينار السوداني في 8 يونيو عام 1992، حل محل الجنيه السوداني الأول بمعدل 1:10.